# Lohja Lionesses 2018
Questa voce raccoglie le informazioni riguardanti le Lohja Lionesses nelle competizioni ufficiali della stagione 2018.

## Naisten I-divisioona 2018

### Stagione regolare
| Helsinki 11 maggio 2018, ore 18:30 1ª giornata | Helsinki Wolverines Blue | 20 – 14 (6-8 6-6 0-0 8-0) referto | Lohja Lionesses | Brahen kenttä (139 spett.)\| Arbitro: \| J. Kalliokoski \| |
| Arbitro:                                       | J. Kalliokoski           |                                   |                 |                                                            |

| Lohja 27 maggio 2018, ore 14:00 3ª giornata | Lohja Lionesses | 40 – 6 (8-0 6-6 12-0 14-0) referto | Hyvinkää Falcons | Harjun kenttä (120 spett.)\| Arbitro: \| O. Tikkanen \| |
| Arbitro:                                    | O. Tikkanen     |                                    |                  |                                                         |

| Turku 10 giugno 2018, ore 12:00 5ª giornata | Turku Trojans | 46 – 0 | Lohja Lionesses | Turun Urheilupuiston yläkenttä |

| Lohja 15 giugno 2018, ore 19:00 6ª giornata | Lohja Lionesses | 8 – 20 | West Coast Phoenix | Harjun kenttä |

| Lohja 30 giugno 2018, ore 14:00 7ª giornata | Lohja Lionesses | 46 – 12 | Helsinki Wolverines Blue | Virkkalan kenttä |

| Hyvinkää 15 luglio 2018, ore 16:00 9ª giornata | Hyvinkää Falcons | 12 – 28 | Lohja Lionesses | Perttulan urheilupuisto |

## Statistiche di squadra
| Competizione      | %Vittorie | In casa | In casa | In casa | In casa | In casa | In casa | In trasferta | In trasferta | In trasferta | In trasferta | In trasferta | In trasferta | Totale | Totale | Totale | Totale | Totale | Totale |
| Competizione      | %Vittorie | G       | V       | N       | P       | Pf      | Ps      | G            | V            | N            | P            | Pf           | Ps           | G      | V      | N      | P      | Pf     | Ps     |
| ----------------- | --------- | ------- | ------- | ------- | ------- | ------- | ------- | ------------ | ------------ | ------------ | ------------ | ------------ | ------------ | ------ | ------ | ------ | ------ | ------ | ------ |
| Stagione regolare | .500      | 3       | 2       | 0       | 1       | 94      | 38      | 3            | 1            | 0            | 2            | 42           | 78           | 6      | 3      | 0      | 3      | 136    | 116    |
| Totale            | .500      | 3       | 2       | 0       | 1       | 94      | 38      | 3            | 1            | 0            | 2            | 42           | 78           | 6      | 3      | 0      | 3      | 136    | 116    |